# Харгата
Харгата (калм. Харhата) — сельский населённый пункт в Яшкульском районе Калмыкии, в составе Тавн-Гашунского сельского муниципального образования.

## Этимология
Название можно перевести как «сделанный из досок», «сосновый» (от калм. харhа — доска; тёс; сосна).

## История
Дата основания не установлена. Колодец (худук) Харгота обозначен на карте Европейской России 1871 года. Местность Харгота также обозначена на карте Восточной Европы из атласа Стиллера 1875 года. Однако, скорее всего, в XIX веке Харгата являлась лишь местом зимовья калмыков. 
Как оседлый населённый пункт Харгата впервые отмечена на карте РККА 1940 года. На карте 1956 года отмечен как посёлок Курганный. Данное наименование, скорее всего, было присвоено после депортации калмыков. Историческое название было возвращено после восстановления калмыцкой автономии. 
К 1989 году в посёлке проживало около 220 человек.

## География
Харгата находится на западе Прикаспийской низменности в 27 км к северу от посёлка Тавн-Гашун.

## Население
| 2002 | 2010 |
| ---- | ---- |
| 20   | ↗22  |

Национальный состав
Согласно результатам переписи 2002 года большинство населения посёлка составляли даргинцы (67 %).